# Dekanska planota
Velika Dekanska planota na Indijski podcelini je med Zahodnimi Gati in Vzhodnimi Gati in je ohlapno opredeljena kot polotok med tema verigama, ki je južno od reke Narmada. Na severu ga omejujeta hribovji Satpura in Vindhya.
Skalnat teren se giblje med 100 in 1000 metri visoko, s povprečno okoli 600 metri. Na splošno je nagnjena proti vzhodu. Tako njene glavne reke - Godavari, Krišna in Kaveri (Cauvery) - tečejo proti vzhodu od Zahodnih Gatov do Bengalskega zaliva. Planota je bolj suha kot obalna regija južne Indije in ponekod sušna.
Ustvarila je nekaj glavnih dinastij v indijski zgodovini, vključno z dinastijami Palava, Satavahana, Vakataka, Čalukja in Raštrakuta, dinastije Čanakja tudi zahodno imperij Čalukja, Kadambas, dinastija Jadava, imperij Kakatija, režim Musunuri Najakas, Vidžajanagara in imperij Marata, pa tudi muslimanski sultanat Bahmani, sultanati Dekan in Nizam Hiderabada.

## Etimologija
Beseda Deccan je anglicizirana različica kannadske besede dakkhaṇa, ki se uporablja v drugih jezikih, vključno s telugujem, maratščino in urdujem. Ima etimološke korenine v sanskrtu dakṣiṇa in poznejšem prakritu dakšinn (दक्षिण), kar pomeni 'jug'.

## Obseg
Geografi so različno definirali regijo Dekan z uporabo indeksov, kot so padavine, vegetacija, tip prsti ali fizične lastnosti. Po eni od geografskih definicij je to polotoško planoto, ki leži južno od Rakovega povratnika. Njegova zunanja meja je označena s 300 m dolgo izostrino, z razvodji Vindhya-Kaimur na severu. To območje je mogoče razdeliti na dve veliki geološko-fiziografski regiji: planoto iz magmatskih kamnin z rodovitno črno prstjo in gnajsov peneplen z nerodovitno rdeče prstjo, prekinjen z več griči.
Zgodovinarji so izraz Deccan definirali različno. Te definicije segajo od ozke definicije R. G. Bhandarkarja (1920), ki Deccan opredeljuje kot maratsko govoreče območje, ki leži med rekama Godavari in Krišna, do široke definicije K. M. Panikkarja (1969), ki ga definira kot celoten Indijski polotok do južno od Vindhija. Firišta (16. stoletje) je Deccan opredelil kot ozemlje, kjer živijo domači govorci kannadskega, maratskega in telugujskega jezika. Richard M. Eaton (2005) se osredotoča na to jezikovno definicijo za razpravo o geopolitični zgodovini regije.
Stewart N. Gordon (1998) ugotavlja, da sta se zgodovinsko gledano izraz Deccan in severna meja Dekana spreminjala od reke Tapti na severu do reke Godavari na jugu, odvisno od južne meje severnih imperijev. Zato Gordon med razpravo o zgodovini Maratov uporablja Deccan kot »relacijski izraz« in ga definira kot »območje onkraj južne meje severnega kraljestva« Indije.

## Geografija
Dekanska planota je topografsko razgibano območje južno od Severnoindijske nižine – dela, ki leži med Arabskim morjem in Bengalskim zalivom – in vključuje precejšnje območje severno od pogorja Satpura, ki je v javnosti veljalo za ločnico med severno Indijo in Dekanom. Planoto na vzhodu in zahodu omejujejo Gati, medtem ko je njena severna skrajnost hribovje Vindhya. Povprečna nadmorska višina je okoli 600 metrov, nagnjena je večinoma proti vzhodu; njene glavne reke, Godavari, Krišna in Kaveri, tečejo od Zahodnih Gatov proti vzhodu v Bengalski zaliv. Tiruvannamalai v Tamil Naduju pogosto velja za južna vrata Dekanske planote.
Gorovje Zahodni Gati je zelo masivno in preprečuje vlagi iz jugozahodnega monsuna, da bi dosegla Dekansko planoto, zato regija prejme zelo malo padavin. Vzhodna Dekanska planota je na nižji nadmorski višini in zajema jugovzhodno obalo Indije. Njeni gozdovi so prav tako razmeroma suhi, vendar služijo za zadrževanje dežja, da tvorijo potoke in reke, ki tečejo v kotline in nato v Bengalski zaliv.
Večina rek planote teče proti jugu. Večino severnega dela planote odmakajo reka Godavari in njeni pritoki, vključno z reko Indravati, ki se začne od Zahodnih Gatov in teče proti vzhodu proti Bengalskemu zalivu. Večino osrednje planote odmakajo reke Tungabhadra, reka Krišna in njeni pritoki, vključno z reko Bhima, ki prav tako teče proti vzhodu. Najjužnejši del planote izsušuje reka Kaveri, ki izvira v Zahodnih Gatih v Karnataki in se zalomi proti jugu, da se prebije skozi hribovje Nilgiri pri otoškem mestu Šivanasamudra in nato pade v Tamil Nadu pri slapovih Hogenakal, preden se izlije v Stanleyjev rezervoar in jez Mettur, ki je ustvaril rezervoar, in končno izlivanje v Bengalski zaliv.
Na zahodnem robu planote ležijo hribi Sahjadri, Nilgiri, Anaimalai in Elamalai, splošno znani kot Zahodni Gati. Povprečna višina Zahodnih Gatov, ki tečejo ob Arabskem morju, narašča proti jugu. Anaimudi Peak v Kerali je z višino 2695 m nad morjem najvišji vrh polotoka Indije. V Nilgirisu leži Ootacamund, znana hribovska postaja južne Indije. Zahodna obalna nižina je neenakomerna in skoznjo tečejo hitre reke, ki tvorijo čudovite lagune in zaledne vode, primere najdemo v zvezni državi Kerala. Vzhodna obala je široka z deltami, ki jih tvorijo reke Godavari, Mahanadi in Kaveri. Indijski polotok na zahodni strani obdajajo otoki Lakadivi v Arabskem morju, na vzhodni strani pa Andamanski in Nikobarski otoki v Bengalskem zalivu.
Območja vzhodne in jugovzhodne Dekanske planote, ki vključuje Rajalaseema, Andra Pradeš, večino divizije Bengaluru, del Tamil Naduja in Telangane, je sestavljena iz ogromnih plošč masivne granitne kamnine, ki učinkovito zadržuje deževnico. Pod tanko površinsko plastjo zemlje je neprepustna siva granitna podlaga. Tu dežuje le nekaj mesecev.
Planoto odmaka reka Godavari, ki teče proti jugovzhodu; ob reki Krišna, ki deli peneplen na dve regiji; in ob reki Pennai Aaru, ki teče v severni smeri. Gozdovi planote so vlažni listavci, suhi listavci in tropski trn.
Večina prebivalstva regije se ukvarja s kmetijstvom; žita, oljnice, bombaž in stročnice so glavni pridelki. Obstajajo večnamenski namakalni in hidroelektrični projekti, vključno s Počampad, Bhaira Vanitipa in Zgornji Penai Aaru. Dobro znane industrije so bombažni tekstil, sladkor, živila, tobak, papir, strojna orodja in farmacevtski izdelki. Domača industrija temelji na gozdu (les, drva, oglje, izdelki iz bambusa) in na mineralih (azbest, premog, kromit, železova ruda, sljuda in kianit).
Ker je nekoč predstavljala del starodavne celine Gondvane, je ta dežela najstarejša in najbolj stabilna v Indiji. Dekansko planoto sestavljajo suhi tropski gozdovi, ki doživljajo le sezonske padavine.
Velika mesta so Bangalore, Mysore, Tirupati, Pune, Nagpur, Našik in Hiderabad. Druga večja mesta so Hubli, Belagavi, Kalaburagi, Bidar, Hampi in Bellary v Karnataki; Aurangabad, Solapur, Osmanabad, Amravati, Kolhapur, Akola, Latur, Sangli, Džalgaon, Nanded, Dhule, Čandrapur in Satara v Maharaštri; Hosur, Krišnagiri, Tiruvannamalai, Vellore in Ambur v Tamil Nadu; Amaravati, Visakhapatnam, Kurnool, Vidžajavada, Guntur, Anantapur, Kadiri, Kadapa, Puttaparthi, Čittoor, Madanapalle, Kuppam v Andra Pradesh; Varangal, Karimnagar, Ramagundam, Nizamabad, Surjapet, Sidipet, Nalgonda, Mahbubnagar v današnji Telangani; Džagdalpur, Kirandul, Dantevada v Čhatisgarhu in Džejpore, Koraput, Bhavanipatna v Odiši na severovzhodnem delu Dekanske planote.

### Podnebje
Podnebje v regiji se spreminja od polsušnega na severu do tropskega v večini regije z izrazitimi mokrimi in suhimi sezonami. Rajalaseema in Vidarbha sta najbolj suhi regiji. Dež pada med monsunsko sezono od junija do oktobra. Od marca do junija je lahko zelo suho in vroče, s temperaturami, ki redno presegajo 35 °C.
Podnebje na planoti je bolj suho kot na obali in ponekod suho. Čeprav se včasih uporablja za označevanje celotne Indije južno od reke Narmada, se beseda Deccan natančneje nanaša na območje bogatih vulkanskih tal in z lavo pokritih planot v severnem delu polotoka med rekama Narmada in Krišna.

## Dekanski trap
Severozahodni del Dekanske planote, predkambrijski ščit, je delno prekrit z dekanskimi pastmi ('dekanske stopnice'), veliko magmatsko provinco, sestavljeno iz niza tokov poplavne bazaltne lave. Ta kamniti material pokriva celotno Maharaštro, zaradi česar je ena največjih vulkanskih provinc na svetu. Sestavljen je iz več kot 2000 metrov tokov bazaltne lave in pokriva površino skoraj 500.000 km² v zahodni osrednji Indiji. Ocene prvotnega območja, ki ga pokrivajo tokovi lave, so visoke do 1.500.000 km². Količina bazalta je ocenjena na 511.000 km³. Globoka, temna, muljasta prst tukaj je primerna za gojenje bombaža.

## Geologija
Običajno je Dekanska planota sestavljena iz bazalta, ekstruzivne magmatske kamnine, ki sega do Bhor Gata blizu Karjata. Prav tako lahko v določenih delih regije najdemo granit, ki je vsiljiva magmatska kamnina.
Razlika med tema dvema vrstama kamnin je v tem, da bazaltna kamnina nastane ob izbruhu lave, to je na površini (bodisi iz vulkana ali skozi ogromne razpoke – kot v dekanskih bazaltih – v tleh), medtem ko granit nastane globoko znotraj Zemlje. Granit je felzična kamnina, kar pomeni, da je bogat s kalijevim glinencem in kremenom. Ta sestava je celinskega izvora (kar pomeni, da je primarna sestava celinske skorje). Ker se relativno počasi ohlaja, ima velike vidne kristale.
Po drugi strani pa je bazalt mafične sestave, kar pomeni, da je bogat s piroksenom in v nekaterih primerih z olivinom, ki sta minerala, bogata z Mg-Fe. Bazalt je po sestavi podoben kamninam plašča, kar kaže, da je prišel iz plašča in se ni mešal s celinskimi kamninami. Bazalt nastaja na območjih, ki se širijo, medtem ko granit nastaja predvsem na območjih, ki se trčijo. Ker obe kamnini najdemo na Dekanski planoti, kaže na dve različni okolji nastanka.
Vulkanske bazaltne plasti v Dekanu so bile položene v ogromnem izbruhu Deccan Traps, ki se je zgodil proti koncu obdobja krede pred 67 in 66 milijoni let. Nekateri paleontologi domnevajo, da je bil ta izbruh morda eden od vzrokov za izumrtje v obdobju krede in paleogena. Plast za plastjo je nastala zaradi vulkanske dejavnosti, ki je trajala več tisoč let, in ko so vulkani izumrli, so zapustili območje visokogorja s tipično velikimi odseki ravnih območij na vrhu kot miza. Vulkansko žarišče, ki je povzročilo dekanski trap, naj bi ležalo pod današnjim otokom Réunion v Indijskem oceanu.
Dekan je bogat z minerali. Primarne mineralne rude, ki jih najdemo v tej regiji, so sljuda in železova ruda v regiji Čhota Nagpur ter diamanti, zlato in druge kovine v regiji Kollur in Kolar Gold Fields.

## Živalstvo
Velika območja preostalih gozdov na planoti so še vedno dom številnim pašnim živalim od štirirogate antilope (tetracerus quadricornis), činkare (Gazella bennettii) in indijske antilope (Antilope cervicapra) do gaura (Bos gaurus) in divji vodni bivol (Bubalus arnee).

## Ljudje
Dekan je dom številnih jezikov in ljudi. Ljudstva Bhil in Gond živijo v hribih vzdolž severnega in severovzhodnega roba planote in govorijo različne jezike, ki pripadajo tako indoarijski kot dravidski družini jezikov. Maratščina, indoarijski jezik, je glavni jezik severozahodnega Dekana v zvezni državi Maharaštra. Govorci dravidskih jezikov telugu in kanado, prevladujočih jezikov Andra Pradeš in Karnataka, zasedajo dele planote teh držav. Mesto Hiderabad in njegova okolica je pomembno središče urdujskega jezika v Dekanu. Urdujsko narečje, ki se govori v tej regiji, je znano tudi kot Dakhini ali kot Deccani, poimenovano po sami regiji. Tamilščina se govori v najjužnejših predelih Dekana, na območjih, ki jih zaseda država Tamil Nadu. Severovzhodni deli Dekana so v državi Odiša. Odija, še en indoarijski jezik, se govori v tem delu Dekana.
Glavni pridelek je bombaž; pogosti so tudi sladkorni trs, riž in druge poljščine.

## Gospodarstvo
Dekanska planota je zelo bogata z minerali in dragimi kamni. Zaradi rudnega bogastva planote so se številni vladarji, vključno s tistimi iz dinastij Maurijan (4.–2. stol. pr. n. št.) in Gupta (4.–6. stol. n. št.), borili zanjo. Glavni minerali, ki jih najdemo tukaj, so premog, železova ruda, azbest, kromit, sljuda in kianit. Od marca 2011 so bila odkrita velika nahajališča urana v pasu Tummalapalle in v bazenu Bhima pri Gogiju v Karnataki. Rezerva urana v pasu Tummalapalle obljublja, da bo ena izmed 20 največjih odkritij rezerve urana na svetu.
Nizka količina padavin je oteževala kmetovanje do uvedbe namakanja. Trenutno je obdelovalna površina precej majhna in se giblje od 60 % v Maharaštri do približno 10 % v Zahodnih Gatih. Razen v razvitih območjih nekaterih rečnih dolin je dvojna pridelava redka. Riž je prevladujoči pridelek na območjih z veliko padavinami, sirek pa na območjih z malo padavinami. Druge pomembne poljščine so bombaž, tobak, oljnice in sladkorni trs. Kava, čaj, kokosovi orehi, areka, črni poper, kavčuk, indijski oreščki, kasava in kardamom se pogosto gojijo na plantažah v hribih Nilgiri in na zahodnih pobočjih Zahodnih Gatov. Gojenje Jatrophe je bilo   Indiji nedavno deležno več pozornosti zaradi spodbud.

## Zgodovina
Dekan je ustvaril nekaj najpomembnejših dinastij v indijski zgodovini, kot so imperij Vidžajanagara, imperij Raštrakuta, imperij Čola, dinastija Thagadur, imperij Palava, Tondaiman, dinastija Satavahana, dinastija Vakataka, imperij Kadamba, imperij Čalukja, Jadava dinastija, dinastija Kakatija, Zahodni imperij Čalukja in imperij Marata, kraljestvo Misore.
V zgodnji zgodovini so glavna ugotovljena dejstva rast Maurijskega cesarstva (300 pr. n. št.) in po tem je Dekanu vladala dinastija Sātavāhana, ki je zaščitila Dekan pred skitskimi vsiljivci, zahodnimi satrapi. Pomembne dinastije tega časa so Čola (3. stoletje pr. n. št. do 12. stol. n. št.), Čalukja (6. do 12. stoletje), Raštrakuta (753–982), Jadava (9. do 14. stoletje), Hojsala (10. do 14. stoletje), Kakatija (1083 do 1323 n. št.) in imperij Vidžajanagara (1336–1646).
Ahirski kralji so nekoč vladali Dekanu. Jamski napis v Nasiku se nanašajo na vladavino princa Abhira po imenu Išvarsena, sina Šivadata. Po propadu dinastije Sātavāhana je Dekanu od 3. do 5. stoletja vladala dinastija Vakataka.
Od 6. do 8. stoletja je Dekanu vladala dinastija Čalukja, ki je dala velike vladarje, kot sta Pulakesi II., ki je premagal severnoindijskega cesarja Harša, in Vikramaditja II., čigar general je v 8. stoletju porazil arabske osvajalce.
Od 8. do 10. stoletja je tej regiji vladala dinastija Raštrakuta. Vodila je uspešne vojaške pohode v severno Indijo in arabski učenjaki so jih opisali kot enega od štirih velikih svetovnih imperijev.
V 10. stoletju je bil ustanovljen Zahodni imperij Čalukja, ki je dal učenjake, kot so družbeni reformator Basava, Vijñāneśvara, matematik Bhāskara II. in Somešvara III., ki je napisal besedilo Manasollasa, enciklopedično delo, ki pokriva teme, kot so vladanje, etika, ekonomija, astronomija, astrologija, retorika, veterina, hortikultura, parfumi, hrana, arhitektura, igre, slikarstvo, poezija, ples in glasba.
Od zgodnjega 11. stoletja do 12. stoletja sta Dekansko planoto obvladovala Zahodni imperij Čalukja in dinastija Čola. Med vladavino Raja Raja Čole I., Radžendre Čole I., Džajasimhe II., Somešvare I. ter Vikramaditje VI. in Kulottunge I. je bilo več bitk med Zahodnim imperijem Čalukja in dinastijo Čola.
Leta 1294 je Alauddin Khalji, cesar Delhija, vdrl v Dekan, napadel Devagiri in znižal Jadava radžo v Maharaštri na položaj tributarnih knezov, nato pa nadaljeval proti jugu, da bi osvojil Orugallu, Karnatik. Leta 1307 se je začela nova serija vpadov, ki jih je vodil Malik Kafur kot odgovor na neplačane dajatve, kar je povzročilo dokončen propad klana Jadava; in leta 1338 je sultan Mohamed bin Tugluk dokončal osvojitev Dekana.
Cesarska hegemonija je bila kratka, saj so se prejšnja kraljestva kmalu vrnila svojim nekdanjim gospodarjem. Tem prebegom držav je kmalu sledil splošni upor tujih guvernerjev, ki je leta 1347 povzročil ustanovitev neodvisne dinastije Bahmani. Moč Delhijskega sultanata je izhlapela južno od reke Narmada. Južni Dekan je prišel pod oblast slavnega imperija Vidžajanagara, ki je doseglo svoj vrhunec med vladavino cesarja Krišnadevaraja.
V bojih za oblast, ki so sledili, je hindujsko kraljestvo Karnataka postopoma padlo v roke dinastije Bahamanov, ki je leta 1373 povzpela svojo mejo do Golkonde, leta 1421 do Varangala in leta 1472 do Bengalskega zaliva. Krišnadevaraja je bil poražen kot zadnji ostanek moči sultanata Bahmani, po katerem je sultanat Bahmani propadel. Ko je imperij Bahmani leta 1518 razpadel, so bili njegovi dominioni razdeljeni v pet muslimanskih držav Golkonda, Bidžapur, Ahmednagar, Bidar in Berar, kar je povzročilo vzpon Sultanata Dekan.
Južno od teh je še vedno preživela hindujska država Karnatik ali Vidžajanagar; vendar je bila tudi ta v bitki pri Talikoti (1565) poražena od lige muslimanskih sil. Berar je že leta 1572 priključil Ahmednagar, Bidar pa je zasedel Bidžapur leta 1619. V tem času se je povečalo tudi mogulsko zanimanje za Dekan. Delno vključen v cesarstvo leta 1598, je bil Ahmadnagar v celoti priključen leta 1636; Bidžapur leta 1686 in Golkonda leta 1687.
Leta 1645 je Šivadži postavil temelje imperija Marata. Marati pod Šivadžijem so neposredno izzvali sultanat Bidžapur in nazadnje mogočno Mogulsko cesarstvo. Ko je sultanat Bidžapur prenehal biti grožnja imperiju Marata, so slednji postali veliko bolj agresivni in začeli pogosto napadati na mogulsko ozemlje. Ti napadi pa so razjezili mogulskega cesarja Aurangzeba in do leta 1680 je preselil svojo prestolnico iz Delhija v Aurangabad v Dekanu, da bi osvojil ozemlja, ki so bila v rokah Marate. Ko je Šivadži umrl, je njegov sin Sambhadži branil imperij Marata pred napadom Mogulov, vendar so ga ti ujeli in usmrtili. Do leta 1698 je padla zadnja trdnjava Maratov v Džindžiju in Moguli so nato nadzorovali vsa ozemlja v lasti Maratov.
Leta 1707 je cesar Aurangzeb umrl v starosti 89 let, kar je Maratom omogočilo, da so ponovno pridobili izgubljena ozemlja in vzpostavili oblast v večjem delu sodobne Maharaštre. Po smrti Čhatrapati Šahuja so Pešve postali dejanski voditelji cesarstva od leta 1749 do 1761, medtem ko so Šivadžijevi nasledniki nadaljevali kot nominalni vladarji iz svoje baze v Satari. Marate so v 18. stoletju zadrževale Britance.
Do leta 1760, s porazom Nizama v Dekanu, je moč Maratov dosegla svoj zenit. Vendar pa je nesoglasje med Pešvami in njihovimi sardarji (vojaškimi poveljniki) povzročilo postopni propad imperija, ki je pripeljal do njegove morebitne priključitve s strani Britanske vzhodnoindijske družbe leta 1818 po treh anglo-maratskih vojnah.
Nekaj let kasneje je Aurangzebov podkralj v Ahmednagarju, Nizam-ul-Mulk, ustanovil sedež neodvisne vlade v Hiderabadu leta 1724. Misoreju je vladal Hider Ali. V tekmah za oblast, ki so sledile približno od sredine 18. stoletja med silami na planoti, so si Francozi in Britanci zavzeli nasprotne strani. Po kratkem nizu zmag so interesi Francije upadli in Britanci so ustanovili nov imperij v Indiji. Misore je oblikoval eno svojih prvih osvajanj v Dekanu. Tandžore in Karnatik sta bila kmalu priključena svojim dominionom, leta 1818 pa so ji sledila ozemlja Pešva.
V Britanska IndijawBritanski Indiji je bila planota v veliki meri razdeljena med predsedstvi Bombaja in Madrasa. Dve največji domači državi v tistem času sta bili Hiderabad in Misore; takrat je obstajalo veliko manjših držav, vključno s Kolhapurjem in Savantvarijem.
Po osamosvojitvi leta 1947 so bile skoraj vse domorodne države vključene v Republiko Indijo. Indijska vojska je priključila Hiderabad v operaciji Polo leta 1948, ko se ni hotela pridružiti. Leta 1956 je zakon o reorganizaciji držav reorganiziral države po jezikovnih linijah, kar je privedlo do držav, ki so trenutno na planoti.